# Palais Orzali
Le Palazzo Orzali, anciennement Palazzo Staricco est un édifice historique de style Art nouveau et éclectique, situé via XX Settembre, à Gênes en Italie.

## Histoire

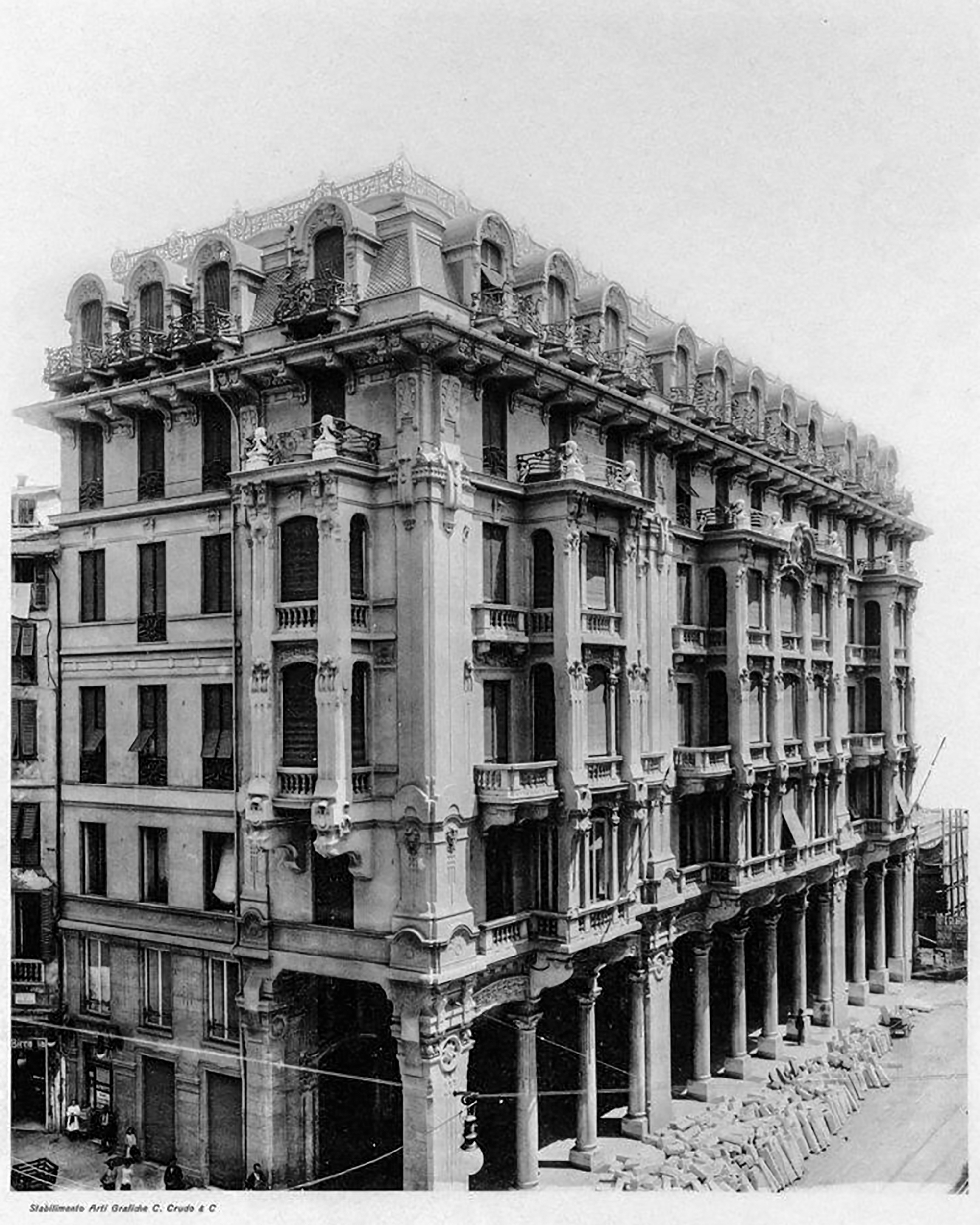
Le Palais Orzali presque achevé, entre 1904 et 1905, il manque encore l'arc décoré à l'intersection entre via Portoria et via XX Settembre.

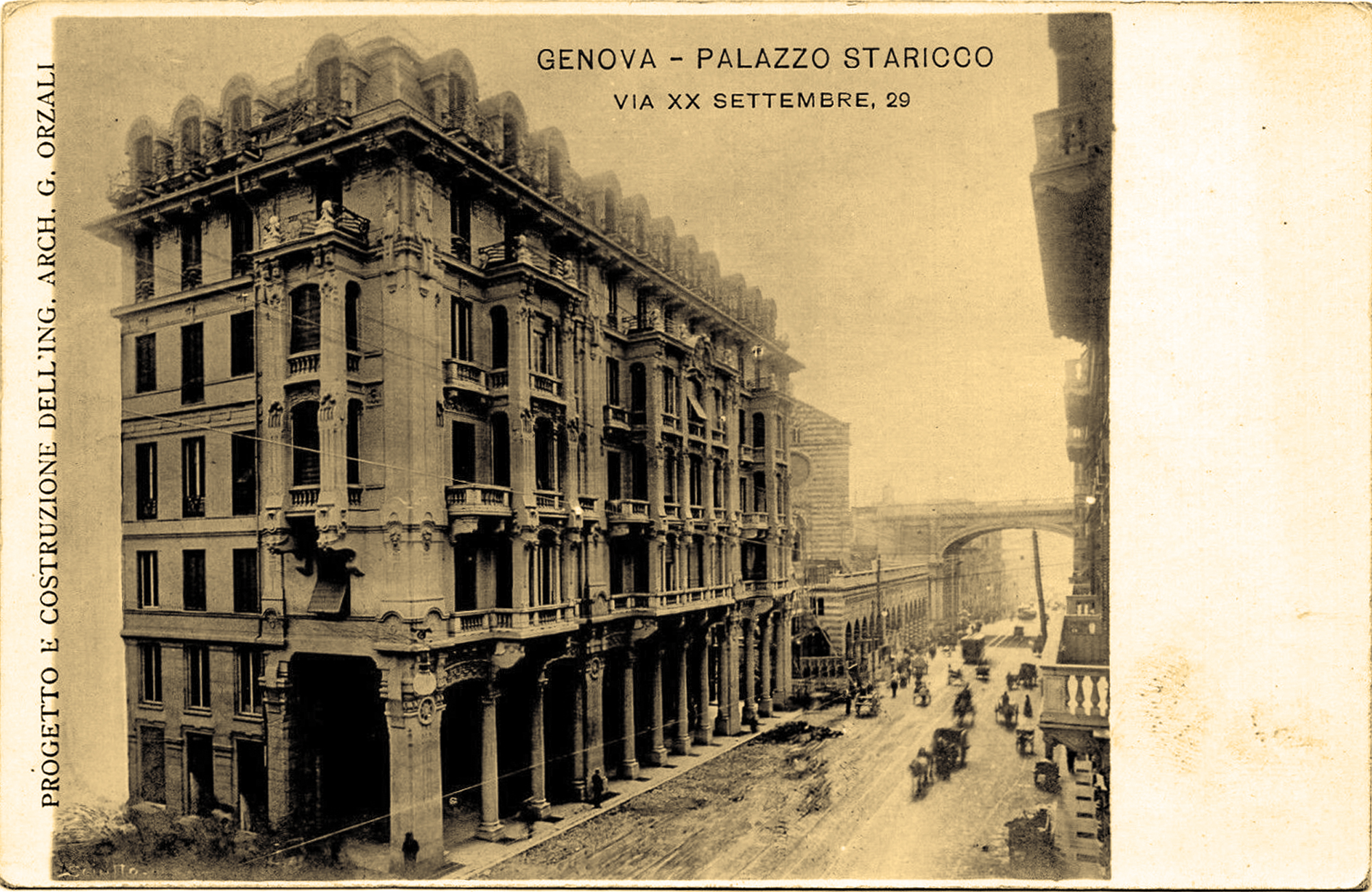
Le palais sur une carte postale du début du XXe siècle.

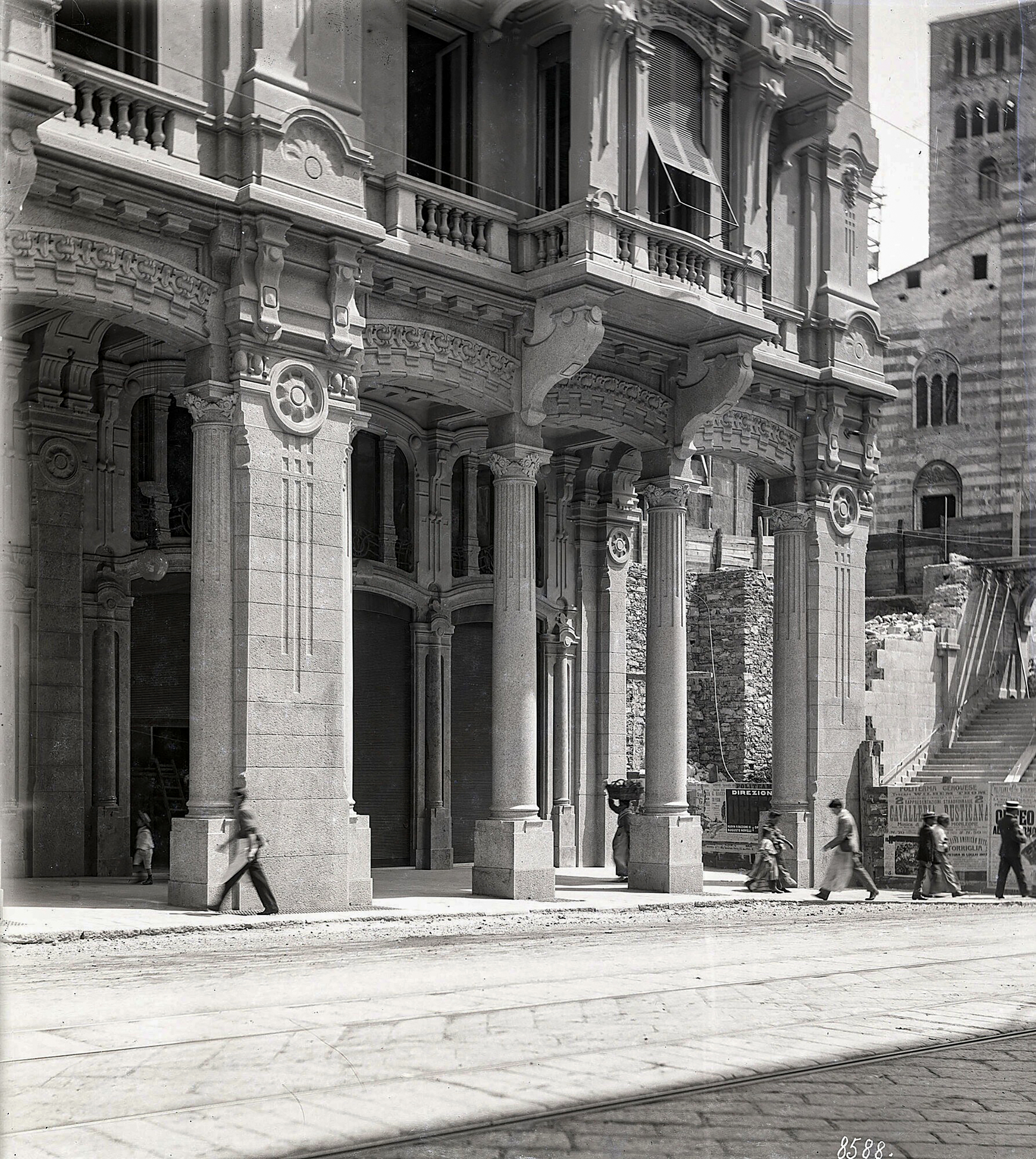
Le bâtiment vu du côté ouest, avant la construction des portiques de la Via XX Settembre ; l'église Santo Stefano était accessible par un escalier et le pont monumental était en construction.

Le palais a été construit pendant la période de fort développement urbain à Gênes entre les XIXe et XXe siècles. Les principaux architectes de la refonte moderne de la ville furent Carlo Barabino et Giovanni Battista Resasco, tandis que la Via XX Settembre, un axe routier souhaité par le maire Andrea Podestà fut principalement réalisée par Cesare Gamba,. Sur son parcours et dans les rues adjacentes, les bâtiments Art Nouveau et éclectiques les plus importants de la ville ont été érigés entre 1892 et 1912.
La conception du Palazzo Orzali fut confiée à l'architecte Gaetano Orzali de Lucques, qui s'était installé à Gênes à vingt-neuf ans. Le bâtiment, situé au centre de la rue, en face de l'abbaye  Santo Stefano et du pont Monumental, en face du bâtiment Art Nouveau conçu par Benvenuto Pesce Maineri, a immédiatement reçu des éloges, au point d'être défini par la presse de l'époque comme « le plus beau bâtiment moderne de la Via XX Settembre ».
Le palais a été conçu en style Art nouveau et éclectique, dans cette fusion typique de l'architecture d'Orzali,,. En même temps que le palais, l'architecte a également conçu l'arc ornemental monumental relié au palais et placé à l'intersection entre la via Portoria (plus tard via V Dicembre) et la via XX Settembre. L'architecte lui-même a occupé un atelier dans le bâtiment, avant de retourner dans son atelier historique de la Via Archimede.
Au début des années 1930 le bâtiment était connu sous le nom de Palazzo Staricco, du nom du maire et médecin de Borgio Verezzi Giacomo Staricco, propriétaire de terrains dans la zone et de l'avocat italo-uruguayen Juan Staricco, l'un des fondateurs de la chambre de commerce italo-uruguayenne, qui y établit ses bureaux au début des années 1910,. Le bâtiment abritait aussi le siège de la Società Cementifera Italiana, dont le conseil d'administration comprenait Gaetano Orzali et l'avocat Staricco,.
En 2003, le bâtiment a été réuni en une seule unité immobilière. En 2021, le Palais de Justice voisin, en raison des restrictions sanitaires dues à la pandémie de COVID-19 rendant nécessaire la recherche d'espaces supplémentaires pour des activités en présentiel, a transféré cinq salles d'audience au Palazzo Orzali.
Entre 2021 et 2022, le palais a été entièrement rénové, avec la restauration complète de la façade, des corniches et des balcons ornés.

## Description

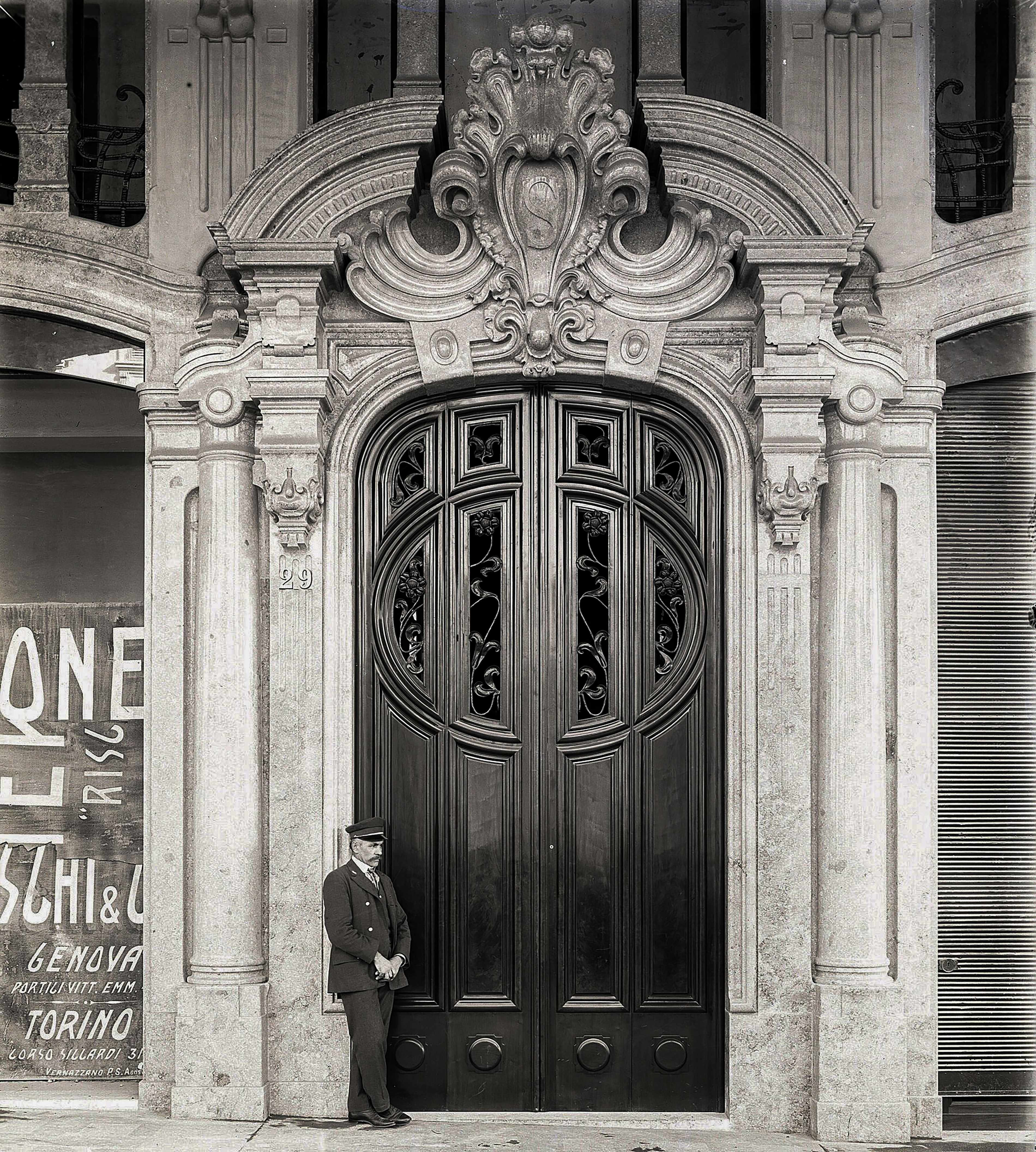
Le portail d'entrée sur une photo de Carlo Paganini.

L'édifice est composé de cinq étages, plus une mezzanine.
La façade présente trois grandes fenêtres arquées qui s'étendent sur trois étages et est traversée par trois rangées de balcons. La partie supérieure se termine par une corniche en saillie surmontée d'un attique dont les ouvertures sont soulignées par de larges lucarnes. 
L'arc monumental sur la façade sud du palais a été construit immédiatement après et permet la continuation du portique public couvert sans interruption. L'ossature en béton armé a été construite par l'entreprise de l'ingénieur Giovanni Antonio Porcheddu, et du ciment de Broni fourni par la Società Cementifera Italiana.

## Galerie

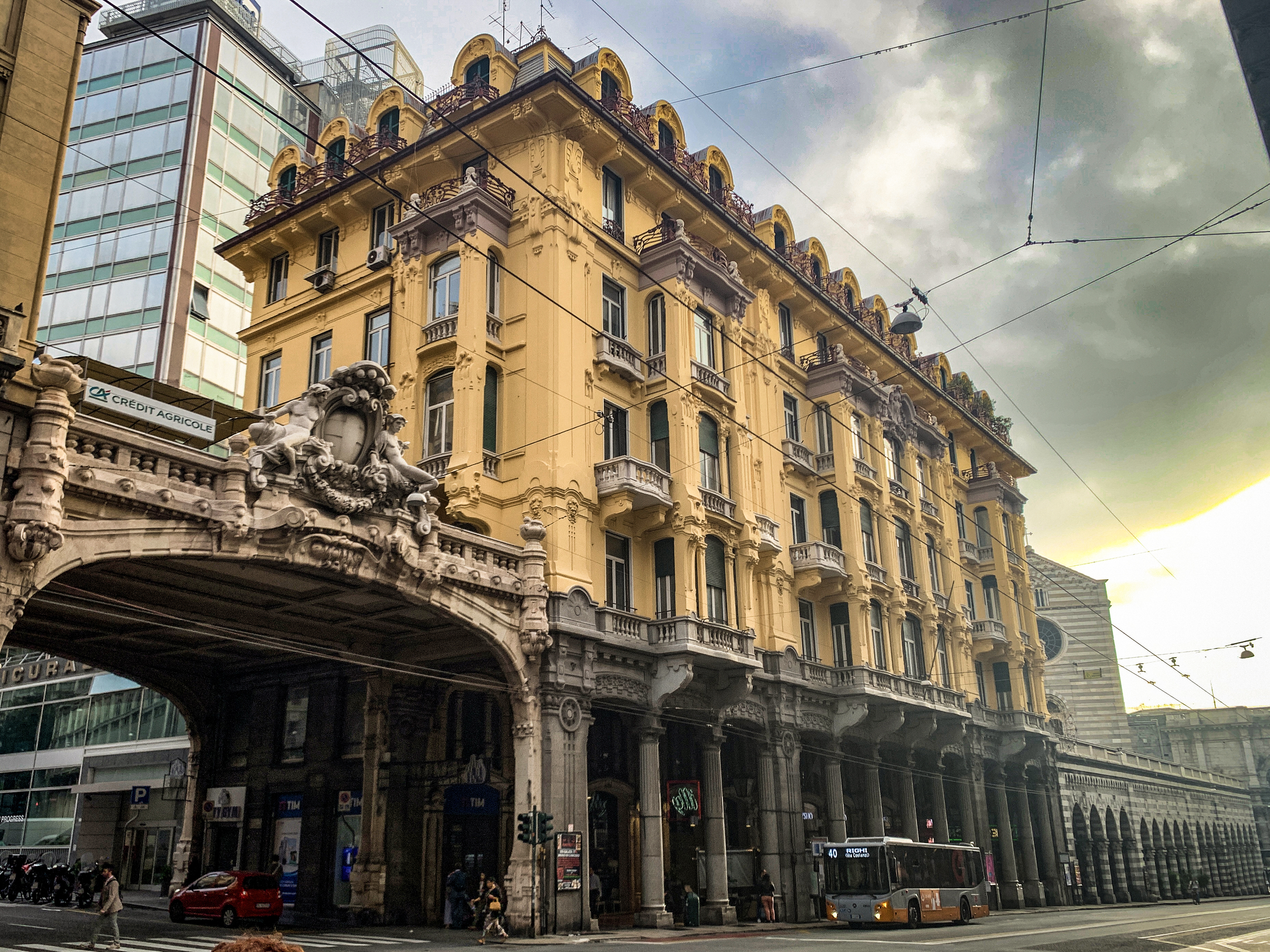
Façade du bâtiment, côté ouest.
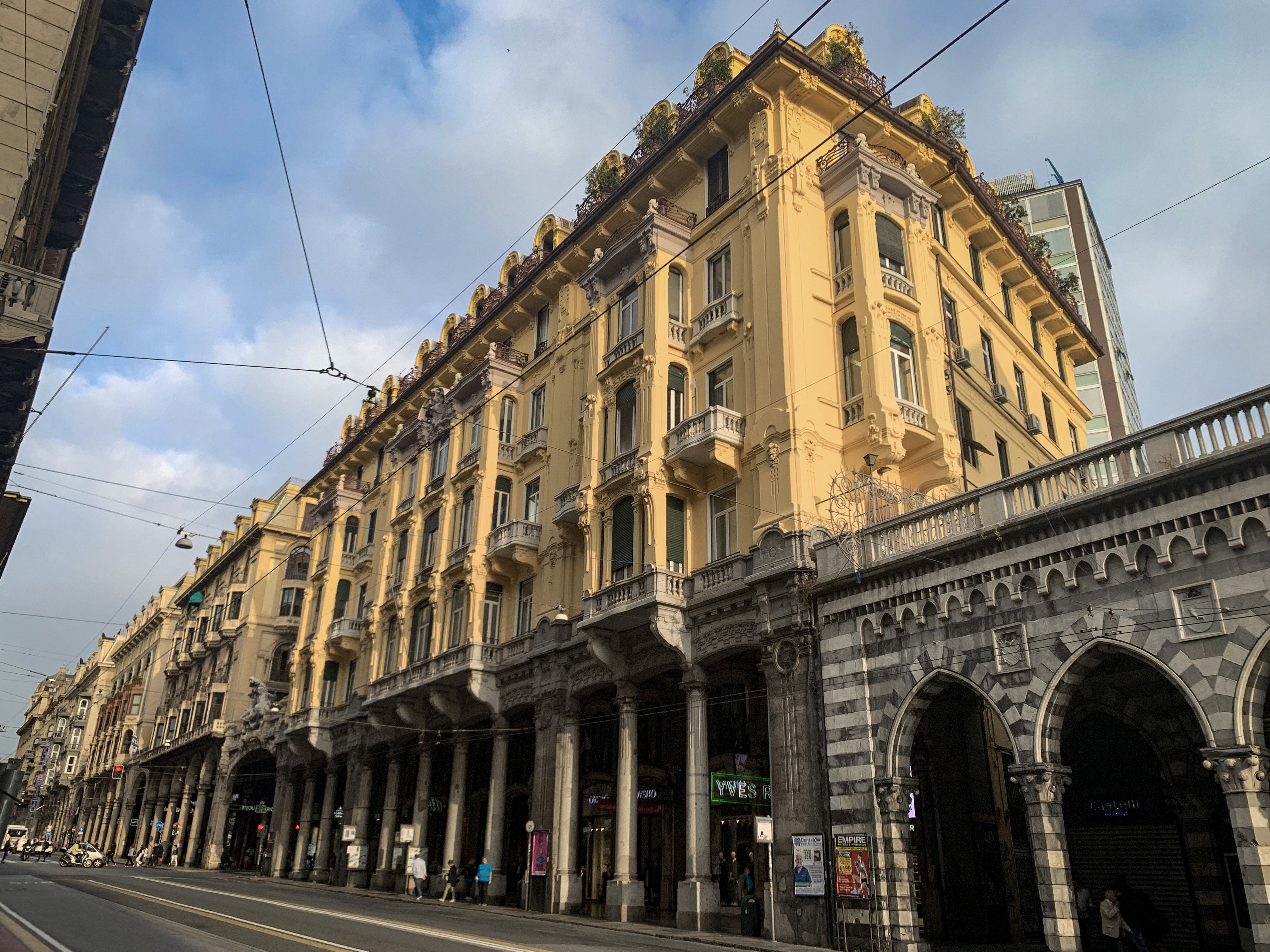
Façade du bâtiment, côté est.
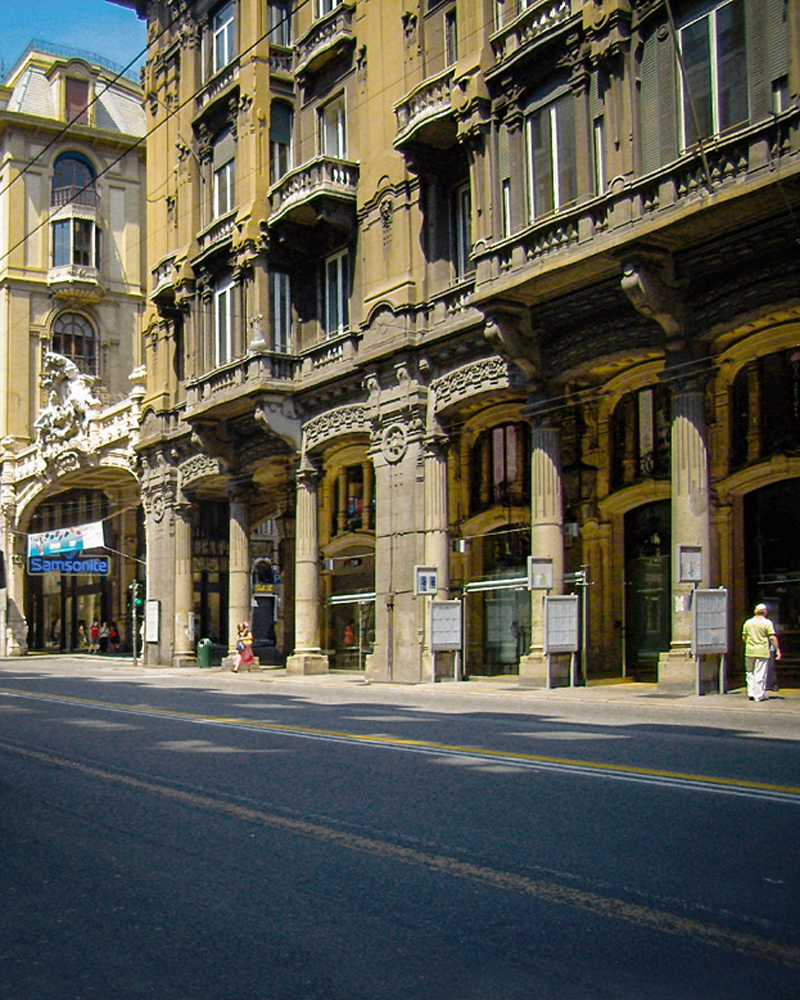
Façade du Palazzo Orzali, avant la rénovation de 2022.
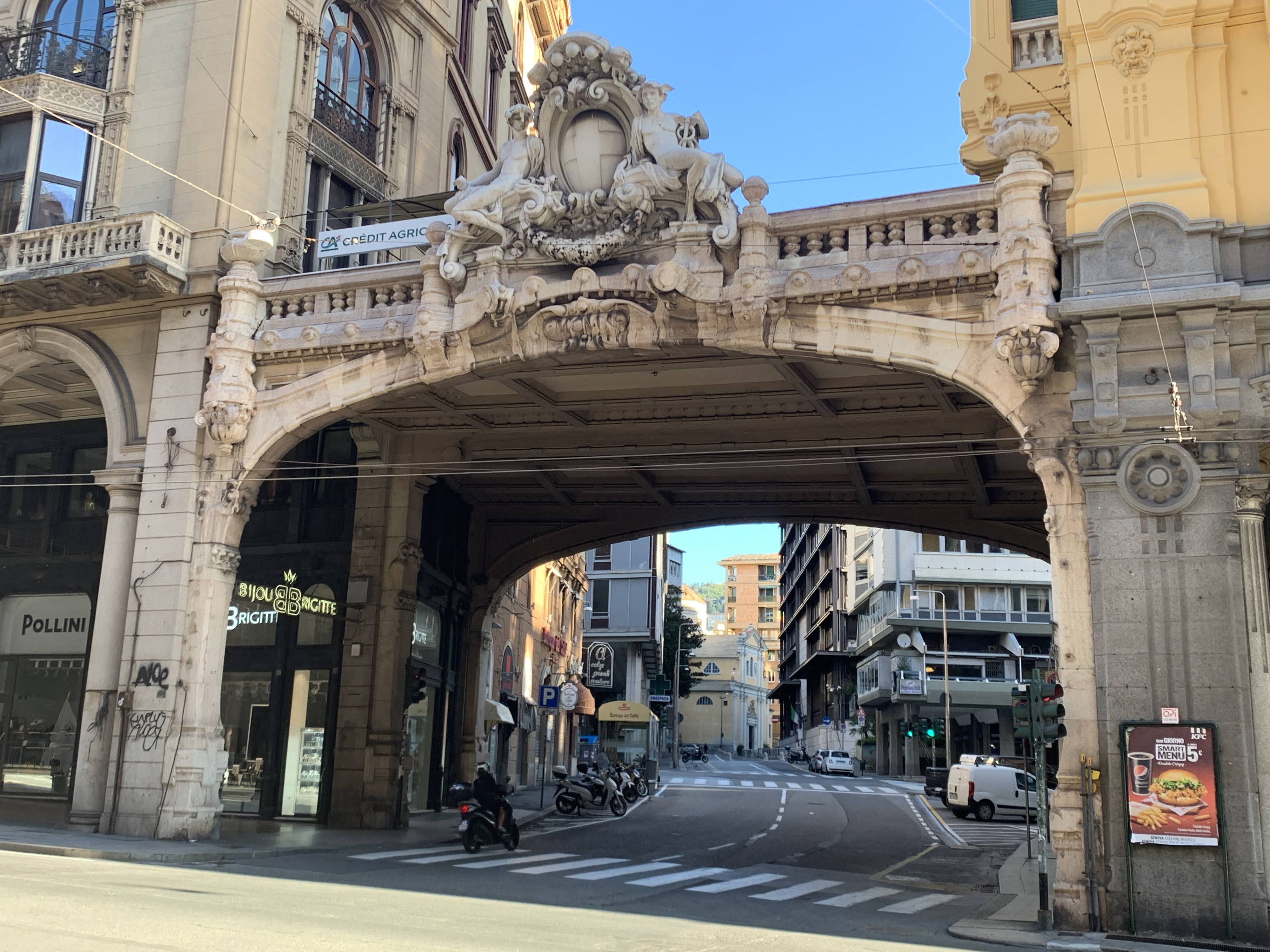
L'arc monumental à l'intersection entre la Via XX Settembre et la Via V Dicembre.
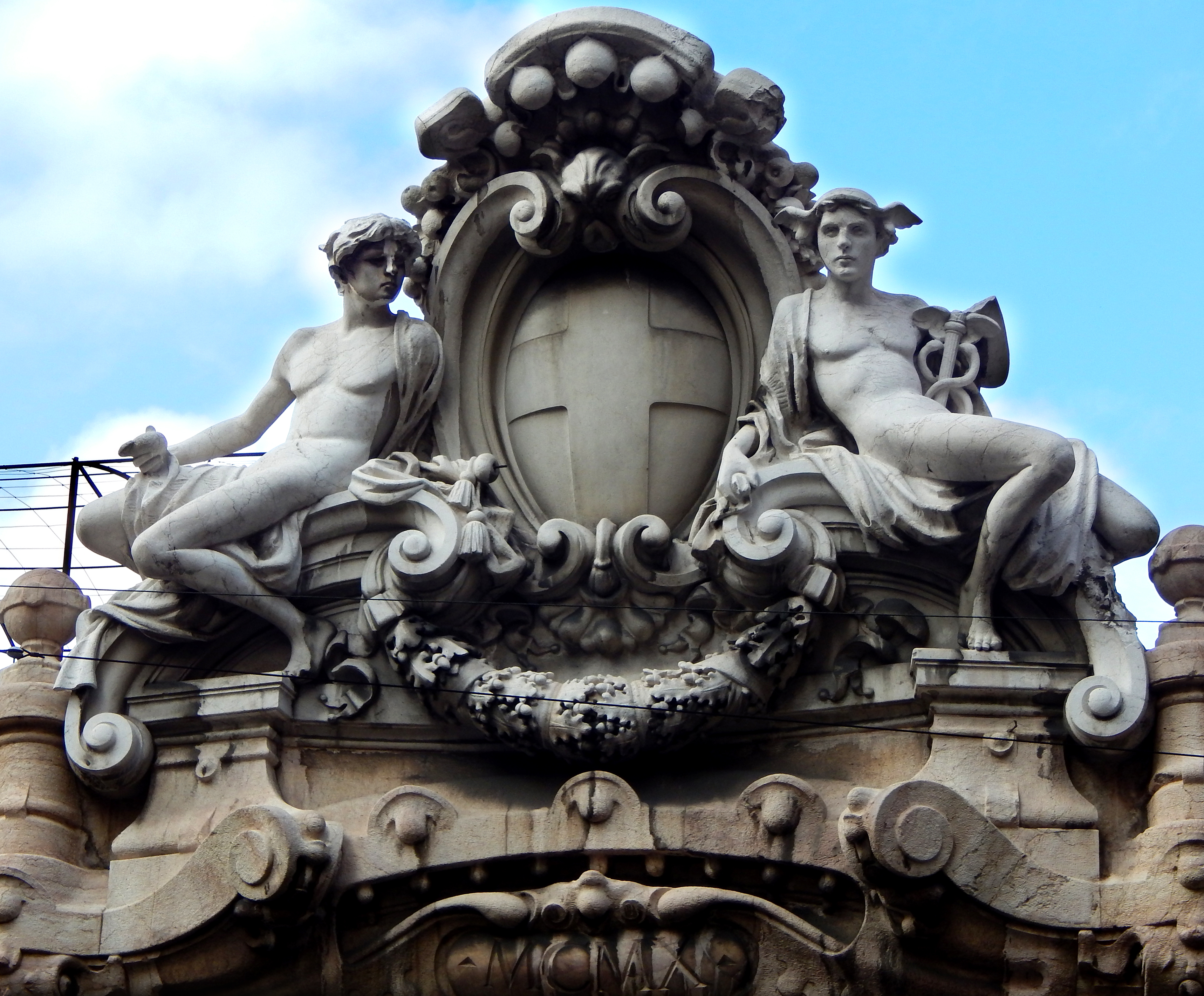
Détail de la décoration de l'arc.
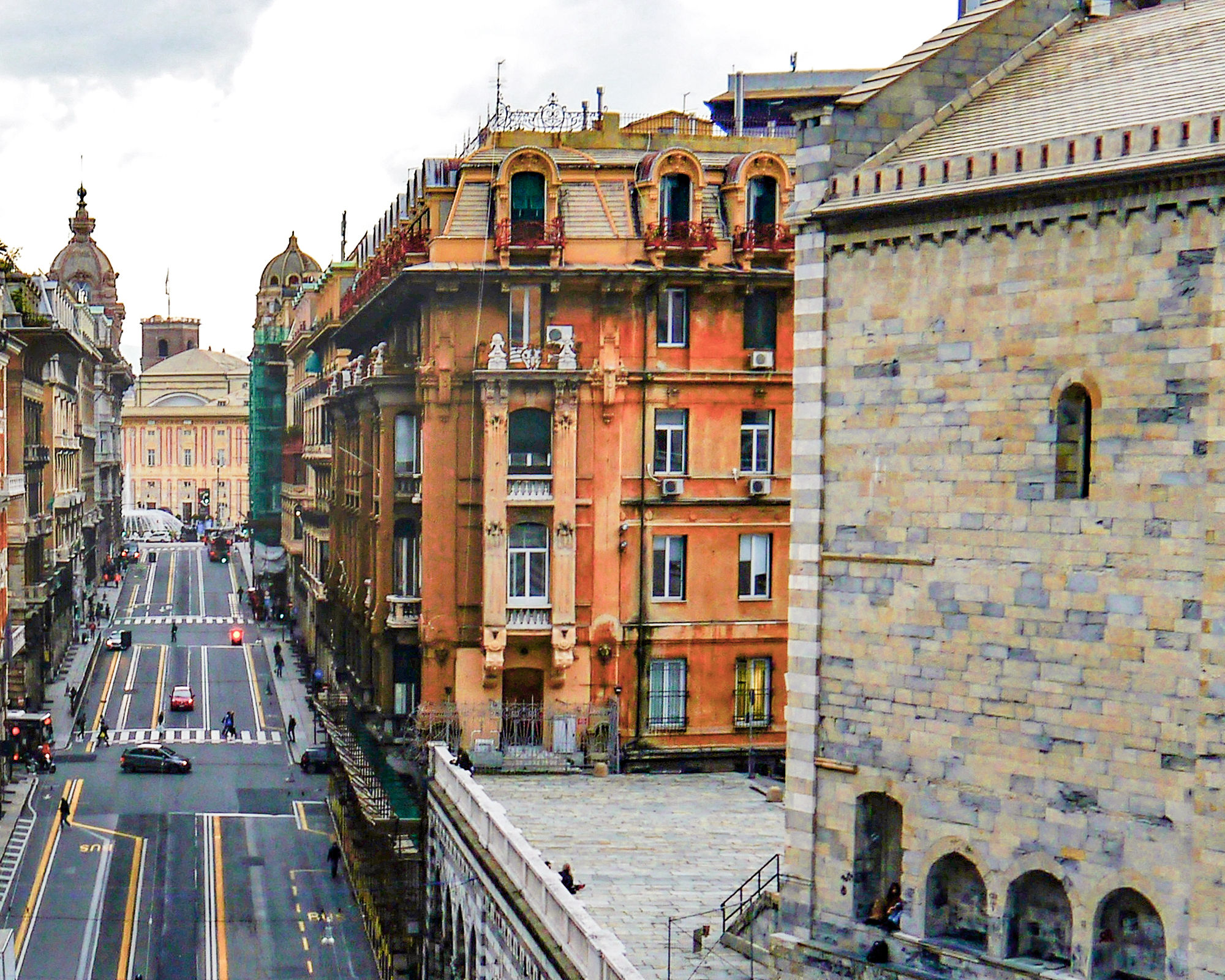
Façade latérale avant la rénovation, à droite l'église Santo Stefano.
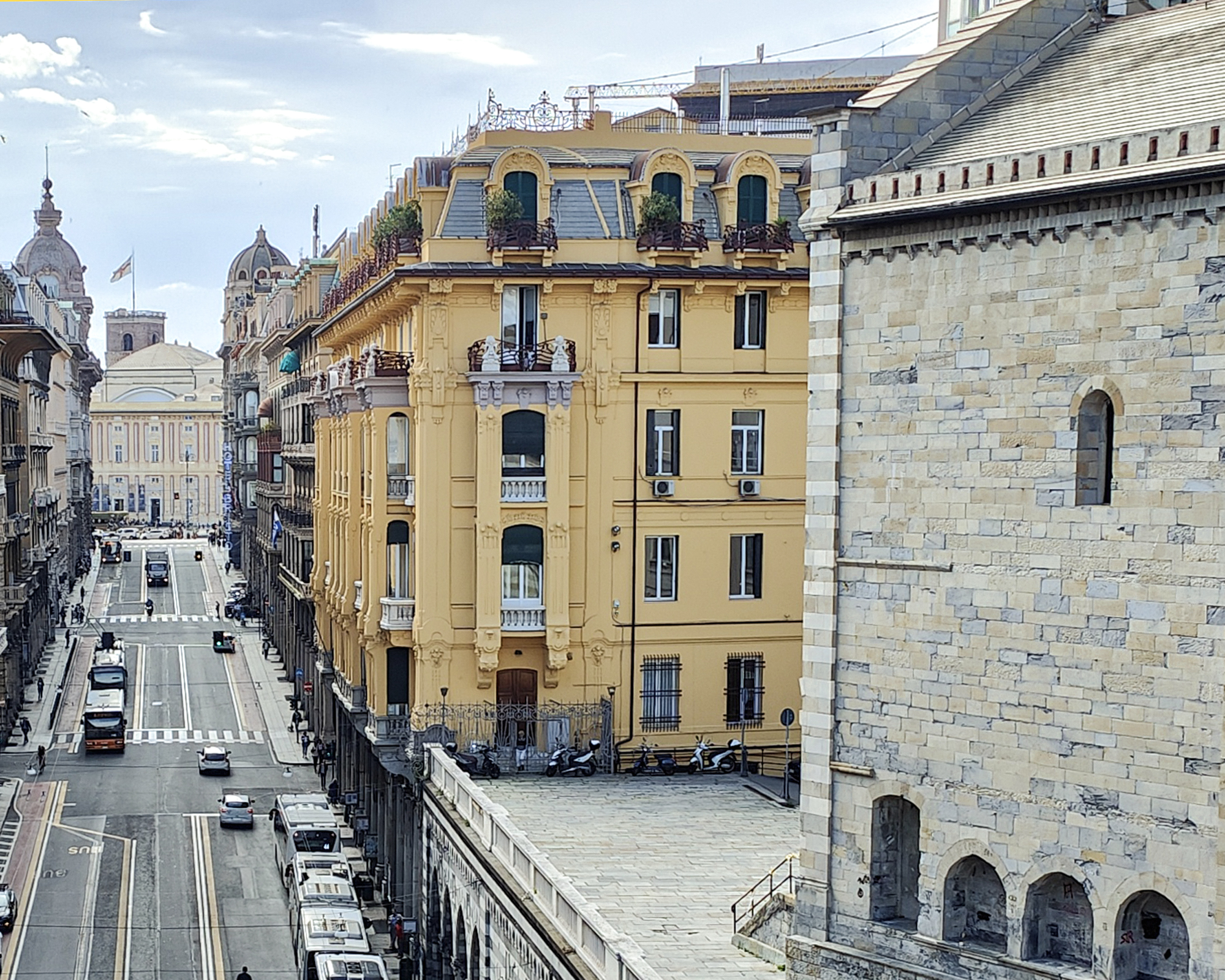
Façade latérale après la rénovation, à droite  l'église Santo Stefano.
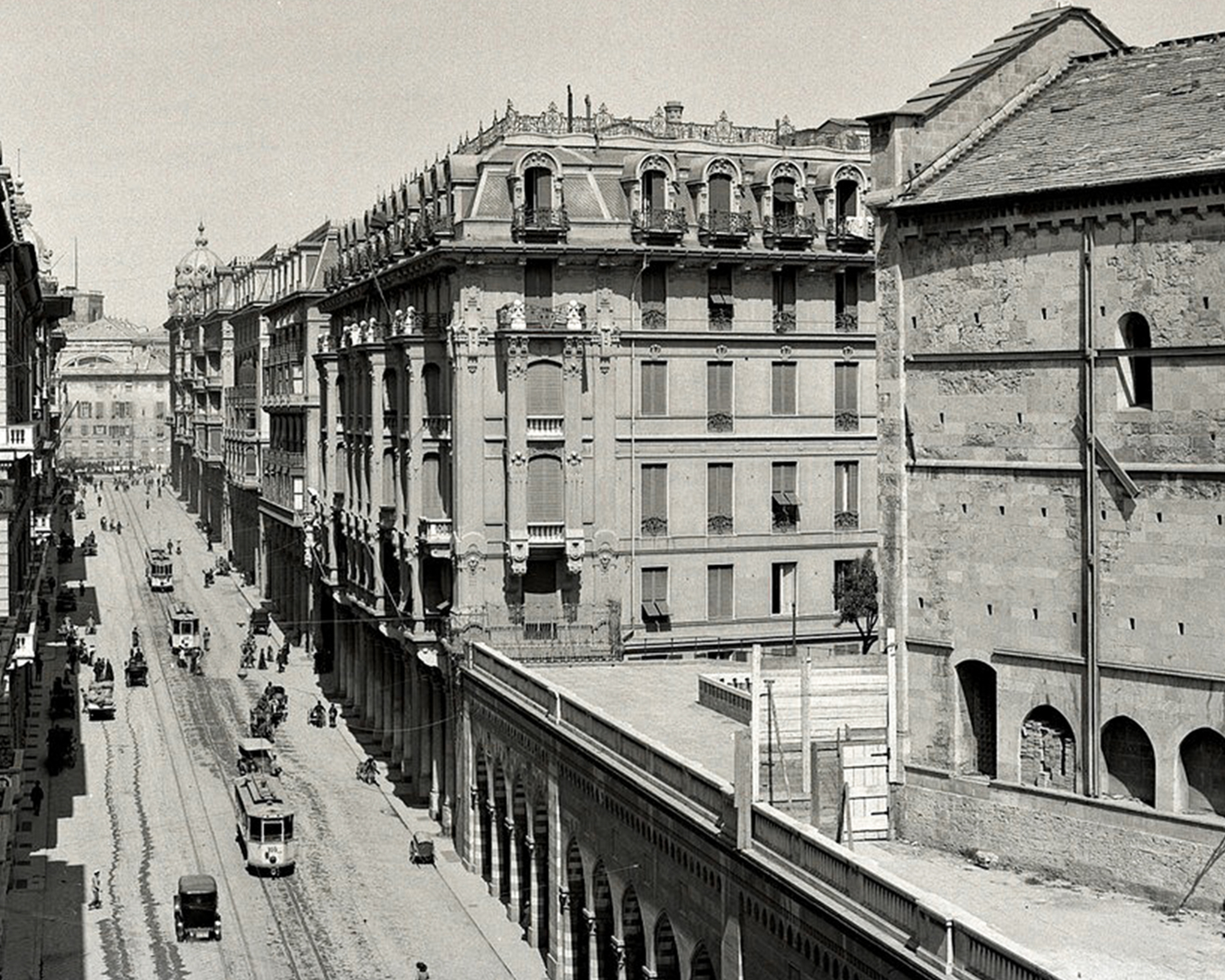
Façade latérale en 1916.